# タイワンブナ
タイワンブナ（学名:Fagus hayatae）は、ブナ科の落葉性広葉樹の一種である。高さ20ｍ・直径70cmになる高木で、台湾に自生し、特に桃園県と宜蘭県の山の尾根付近に多い。台湾以外に、中華人民共和国の浙江省東部から四川省南西部にも分布するとする説もある。